# 小売業の地理学
小売業の地理学（こうりぎょうのちりがく、Retail Geography）とは、地理学的な観点から小売業の立地と消費者の買物活動について研究する分野である。小売業は都市の内部構造を分析するための重要な要素として位置づけられ、都市における小売業の空間構造の研究として発展した。
研究の動向としては、1980年代までは都市内の小売業の分布とその変化を扱っていたが、1990年代後半以降は商業政策の変化と大型店立地の連関についての研究がなされるようになった。
また、小売業の地理学に関連して、1990年代後半にイギリスにおいて「新しい小売業の地理」(New Retail Geography)がリグレイとローによって提唱された。

## 概要
小売業の空間構造は1930年代のアメリカにおいて体系化された。そこでは、中規模都市の中心業務地区(CBD)が大都市のCBDより1段階下の商業地類型に相当することが明らかにされ、中心地理論と同様の説明ができる。1940年代から1950年代の研究では、路面電車の乗り換え地点に発達する塊状の「センター」とCBDから郊外に延びる道路上に発達する線状の「リボン」の2つに商業地が類型化された。アメリカにおける小売業の状況としては、1920年代以降に小売業の離心化の傾向が顕著となっており、1950年代には大都市の小売業の販売額が絶対的に減少した。
小売業の地理学で大きな役割を果たしたのがブライアン・ベリーである。前述の「センター」・「リボン」に加えて特定の商品分野の専門店が集積する「専門化地域」の3種類の小売商業地体系を示した。

## 各国の小売業分布の構造変化

### アメリカ
ケラーマンによる4段階の分類
1. 都心が卓越（1940年代後半〜1950年代前半）
2. ショッピングセンターの発展と都心の衰退（1950年代前半〜中ごろ）
3. 郊外ショッピングセンターの建設（1960年代）
4. 郊外にCBD以上のショッピングセンターが形成（1970年代）

### イギリス
ワイルド・ショーによる3段階の区分
1. 都心商業地の拡大
2. 主要道路沿いに線状の形態で郊外に発展
3. 都市に組み込まれた農村に発展するセンターの出現

また、食料品店、耐久用品店、高級品販売店の順で離心化が発生する。

### 日本
伊藤 (2013) による区分
1. 大都市内部の商業地区・駅前商店街の近隣（1950年代〜1960年代）
2. 中心市街地に加え、郊外に大規模な駐車場を備えて出店（1974年の大店法施行）
3. 中小都市郊外に中心的に出店（1978年の大店法改正）
4. 郊外に加え、再び大都市内部と駅前への出店（2000年の大店立地法施行）

## 新しい小売業の地理
新しい小売業の地理（あたらしいこうりぎょうのちり、New Retail Geography）はイギリスの地理学者であるリグレイとローによって提唱された概念であり、マルクス主義の立場から理論構築が試みられている。小売業において流通資本の影響が大きくなったことを受けて、小売業の分布パターンと都市構造のダイナミズムを経済地理学と文化地理学の視点で分析を行う考え方である。
従来(1990年代以前)、小売業の運営は少数の百貨店・老舗専門店を除いて家族経営の独立店によってなされていたが、総合スーパーやコンビニエンスストアのような多店舗展開するチェーンストアによる寡占化が進行し、商業の立地に大きな変化が与えられた。イギリスにおいてはテスコやセインズベリーといった小売チェーンが発展し、中小小売業者や生活協同組合は淘汰された。そこで、リグレイとローは小売業の立地変化を都市機能の観点から捉えるのではなく、影響が大きくなっている大手流通資本とともに、行政による規制と誘導の相互作用から考えた。その他、リグレイとローによる研究では量販資本とメーカーの垂直的取引関係、量販資本の雇用問題まで論が及ぶ。
日本でも、同時期に箸本健二（早稲田大学教授）によって小売業の立地変化の研究がされており、都市機能の観点に加え、産業システムの枠組みの中で考える経済地理学の性格を併せ持っており、「新しい小売業の地理」の考え方と符合する。

### 批判
バーキン（リーズ大学教授）は新しい小売業の地理の有用性を認めながらも、伝統的地理学の課題で実務上も有用な店舗立地研究を扱っていないことを挙げ、批判している。根田克彦（奈良教育大学名誉教授）は、都市内・都市圏の空間構造研究と流通地理を結びつけることを提唱している。